# Otra realidad
Otra realidad es el primer álbum de estudio de la cantante española Beth. Este trabajo, que salió a la venta el 23 de abril de 2003, entró en el puesto número 1 de los cien discos más vendidos en España. El lanzamiento se produjo un mes antes de que la catalana representara a España en el Festival de Eurovisión. El mismo día de la publicación de Otra realidad, Beth emprendió una peculiar gira de firma de discos que le llevó por todas las capitales catalanas. El recorrido se realizó en helicóptero en un solo día.
El primer álbum de Beth contó con la producción de Carlos Quintero y Mar de Pablos. Fue grabado en los míticos estudios londinenses de Abbey Road, así como en los madrileños Sonoland y Ensoñadores entre febrero y abril de 2003. Otra realidad está compuesto por trece canciones inéditas más «Dime», el tema que la joven de Suria defendió en el Festival de Eurovisión. También encontramos «Hoy», el único tema del álbum escrito por la catalana. El álbum llegó a vender, al menos, 200.000 copias en España.

## Lista de canciones
| N.º | Título                                  | Música                                                                       | Duración |  |
| 1.  | «Parando el tiempo»                     | Mariví Echaniz                                                               | 3:47     |  |
| 2.  | «La luz» (It's Summer In My Heart)      | Claes Jax, Tobias Jeansson, Kenneth Pilo, Mikael Vilkas, Beth, Ignacio Vidal | 3:21     |  |
| 3.  | «Estás»                                 | Miguel Gallardo Vera, Massimo Longhi, Giorgio Vanni                          | 4:32     |  |
| 4.  | «Vestida de besos»                      | Alicia Arguiñano                                                             | 3:53     |  |
| 5.  | «Quiéreme otra vez»                     | Elizabeth Taboada, Kiko Velázquez                                            | 3:53     |  |
| 6.  | «Otra realidad»                         | David Augustave, William Luque, Bruno Nicolás, Velázquez                     | 3:14     |  |
| 7.  | «Hoy»                                   | Beth                                                                         | 4:31     |  |
| 8.  | «No quiero aceptar» (Light Years Apart) | Sabelle Breer, Guy Erez, Emerson Swinford, Beth, Ignacio Vidal               | 2:59     |  |
| 9.  | «Llévame contigo»                       | Echaniz                                                                      | 3:32     |  |
| 10. | «Eclipse»                               | Toni Company, Ferran Gallart, Marc Martínez, Alberto Romero                  | 3:31     |  |
| 11. | «Vuelvo a por ti»                       | Echaniz                                                                      | 3:46     |  |
| 12. | «Diario de dos»                         | Augustave, Nicolás, Velázquez                                                | 4:26     |  |
| 13. | «Un mundo perfecto»                     | Augustave, Luque, Nicolás, Velázquez                                         | 3:10     |  |
| 14. | «Dime»                                  | Amaya Martínez, Jesús Maria Pérez                                            | 3:01     |  |

## Posiciones y certificaciones

### Semanales
| País   | Ranking         | Primera semana | Posición de ingreso | Mejor posición | Semanas en la mejor posición | Semanas en el ranking | Última semana |
| ------ | --------------- | -------------- | ------------------- | -------------- | ---------------------------- | --------------------- | ------------- |
| Europa |                 |                |                     |                |                              |                       |               |
| España | Top 100 álbumes | 3              | 3                   | 1              | 2                            | -                     | -             |

### Copias y certificaciones
| País   | Proveedor  | Año  | Certificación | Copias certificadas (según IFPI) |
| Europa |            |      |               |                                  |
| España | Promusicae | 2003 | 2x Platino    | +200.000                         |